# Ясен звичайний
Ясен звичайний (Fraxinus excelsior L.) — вид деревних рослин родини маслинових (Oleaceae). Поширений в Європі та Західній Азії. Вид занесений до Червоного списку МСОП. Ряд рідкісних угруповань ясена звичайного занесені до Зеленої книги України.

## Опис

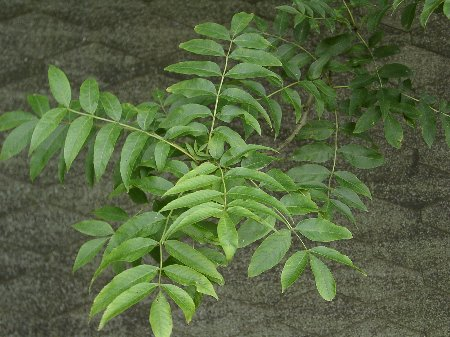
Ясен звичайний. Листя

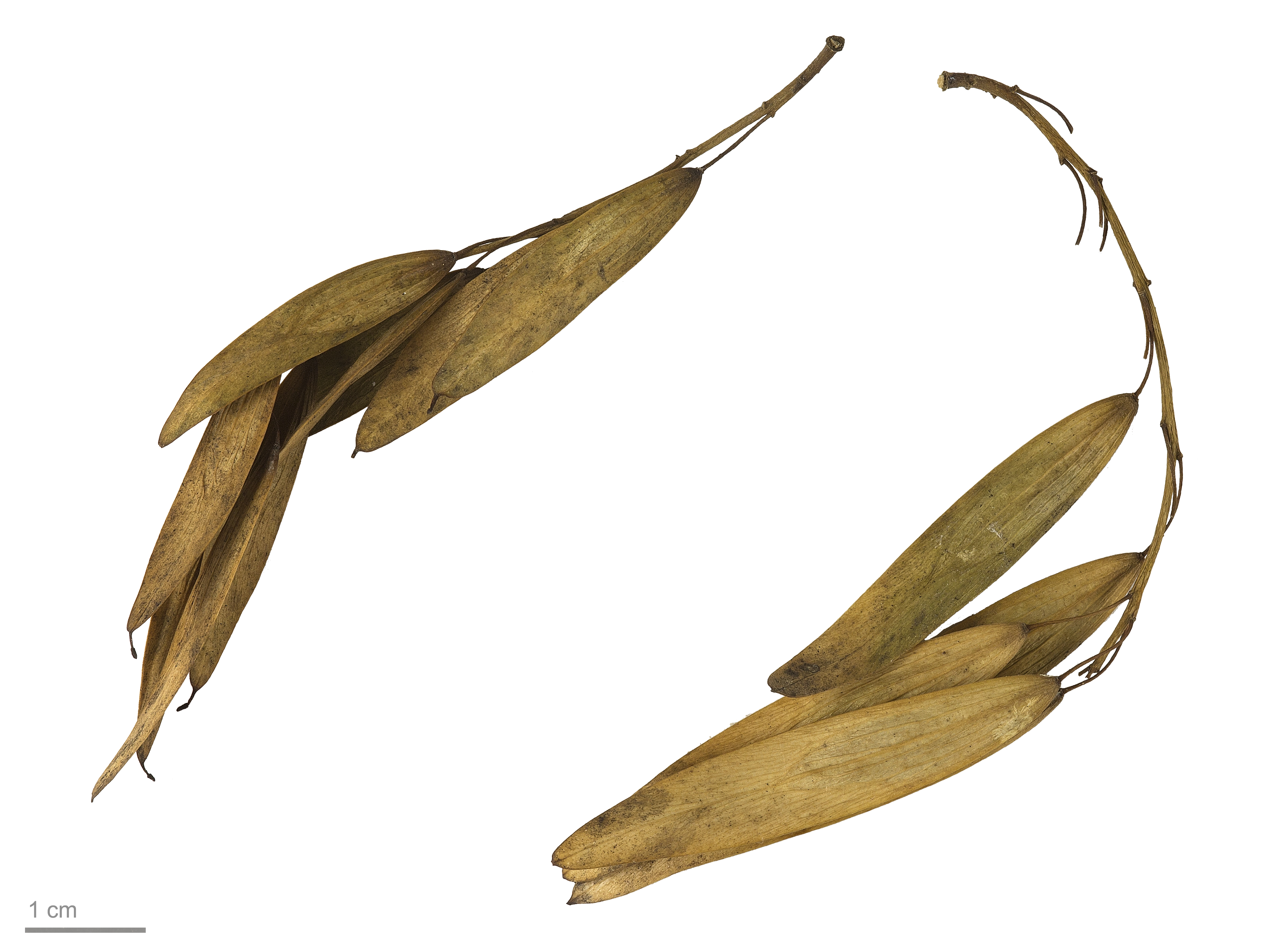
Плоди. Тулузький музей

Дерево 20-40 м заввишки з ажурною, високо піднятою кроною і струнким стовбуром з ясно-сірою гладенькою корою, яка на старих деревах стає дрібнотріщинуватою. Пагони сірувато-зелені з вугільно-чорними великими бруньками. 
Листки (до 40 см завдовжки) непарноперисті, супротивні з 3-5 (6) парами бокових листочків. Листочки ланцетні, лінійно- або овально-ланцетні, загострені, зубчасті або цілокраї, сидячі, знизу трохи запушені. Квітки зібрані у більш-менш щільні волотисті суцвіття, одностатеві чи двостатеві, не мають оцвітини. Тичинкові квітки містять дві фіолетово-бурі тичинки, а маточкові — одну маточку з темно-бурою двороздільною приймочкою. Зав'язь верхня.
Плід — однонасінна сплюснута лінійно-ланцетна крилатка (2—2,5 см завдовжки), часто гвинтоподібно закручена.
Росте ясен у першому ярусі листяних лісів. Довговічна, швидкоросла, тіньовитривала рослина. Квітне в травні. Плодоносить у червні — липні.

## Генетика
У грудні 2016 року було повідомлено про розшифрування шляхом секвенування геному ясена звичайного.

## Поширення
Ареал охоплює майже всю Європу та окремі райони Західної Азії. В Україні поширений у Лісостепу, рідше на Поліссі, в Криму. Культивують по всій Україні. Він займає 1,4 % площі державного лісового фонду.

## Охорона
На значній частині ареалу стан природних популяцій ясену звичайного останнім часом погіршився. Тому вид занесений до Червоного списку МСОП (охоронна категорія: NT — близький до стану загрози зникнення).
Внаслідок зведення гірських лісів та погіршення стану середовища існування окремі угруповання ясену звичайного стали рідкісними і тому занесені до Зеленої книги України, зокрема наступні класи асоціацій:
- звичайноясеневі ліси карпатськобузкових (Fraxinetа (excelsioris) syringosа (josikaeae));
- клейковільхово-звичайноясеневі ліси карпатськобузкові (Alneto (glutinosae)-Fraxinetа (excelsioris) syringosа (josikaeae));
- сіровільхово-звичайноясеневі ліси карпатськобузкові (Alneto (incanae)-Fraxinetа (exelsioris) syringosа (josikaeae)).

Категорія охорони раритетних угруповань 2 (рідкісний тип асоційованості домінанта деревостану з домінантом підліску — бузком карпатським — реліктовим видом, занесеним до Червоної книги України, Червоного списку МСОП та Бернської конвенції). Статус охорони: рідкісні угруповання (характеризуються низьким ступенем трапляння і займають незначні площі). Угруповання охороняються в Ужанському національному природному парку.

## Шкідники
- Лубоїд пістрявий ясеневий

## Практичне значення
Деревинна, лікарська, танідоносна, фарбувальна, жиро- і ефіроолійна, харчова, вітамінозна, кормова, декоративна, фітомеліоративна і пилконосна рослина.

### Деревина
Ясен дає високоякісну деревину. Ядро ясно-бурого кольору, часом із зеленуватим відтінком, заболонь білого кольору з жовтуватим або рожевуватим відтінком. Деревина ясена красивої текстури, міцна, важка, тверда, пружна, в'язка, гнучка, добре обробляється на верстатах, важко колеться, мало жолобиться і розтріскується, добре полірується, але не стійка проти гниття.
Найкращі сорти деревини ясена застосовують у авто-, вагоно- і літакобудуванні, вона йде на виготовлення весел, держаків до інструментів. Деревина його добре полірується, тому використовується для внутрішнього оздоблення житлових приміщень, вагонів, суден та для виготовлення меблів. З ясеневої деревини виготовляють фанеру, яка йде на оздоблення коштовних виробів (меблів, музичних інструментів). Особливо ціниться фанера із ясеневих напливів. Ясенева фанера має великий попит на світовому ринку.
Ясеневі дрова горять з великим полум'ям, мало димлять і довго утримують жар. Попіл містить багато поташу.

### Лісомеліорація
Ясен має велике значення для лісомеліорації. Він рекомендується як одна з головних порід для полезахисних насаджень. У степу його рекомендують вирощувати на більш зволожених місцях, верхів'ях балок, в западинах у суміші з іншими породами і чагарниками, які добре притінюють ґрунт і не допускають його задерніння. Ясен не рекомендують вводити на змитих і засолених ґрунтах, де він росте незадовільно.

### Декоративне садівництво
Ясен — струнке дерево з красивою світлою розлогою кроною, високо цінується в зеленому будівництві. Рекомендується для створення алей, груп, поодиноких насаджень у парках і лісопарках, для озеленення доріг. Ясен не є газостійкою породою, погано росте поблизу промислових підприємств. У паркових насадженнях часто пошкоджується ясеневою шпанкою, яка має неприємний запах.
Ясен звичайний має багато декоративних форм, які різняться за формою крони, характером росту, за формою і кольором листків. Особливо декоративна плакуча форма в поодиноких насадженнях на газонах і поблизу водойм.

### Лікарське використання
У народній медицині використовують листя й кору ясена звичайного як протигарячковий засіб та від кашлю при хронічному захворюванні дихальних шляхів, при радикулітах і як протиревматичний і сечогінний засіб.
Бруньки ясена і кора з однорічних пагонів, зібраних навесні до початку сокоруху, застосовуються від ревматизму.
У корі ясена і в листках містяться таніди (відповідно 3,81 і 4,11 %), які використовуються для дублення шкур. Кора дає чорну, коричневу і синю фарби.
Листки ясена містять ефірну олію, вітамін С (25 — 248 мг%), каротин (до 14,4 мг% від сирої ваги). Очищене насіння містить напіввисихаючу жирну олію (до 30,5 %).

### У харчуванні
На Кавказі та в Англії недостиглі плоди маринують у розчині кухонної солі та в оцті і споживають як гостру приправу подібно до каперсів. Збирають молоді м'які плоди, доки вони ще розтираються між пальцями. Їх маринують або консервують одразу ж після збирання, не даючи зів'янути. Вживається як пікантна присмака до м'ясних та овочевих страв.
Листя, насіння й цілі плоди ясена є поживним кормом для сільськогосподарських тварин. У них міститься чимало протеїну (у сухому листі до 11,4 %, у насінні — до 18,8, у плодах — до 13,1 /р), багато жиру (відповідно 2,6, 19,7, 12,1 % від абсолютно сухої речовини). Плоди і насіння можуть поїдатися великою рогатою худобою, кіньми, а висушені і розмелені — свиньми.

### У бджільництві
Як медонос ясен звичайний не має значення для бджільництва. Він утворює багато малопоживного пилку, який іноді збирають бджоли. Влітку на листі з'являється медв'яна роса.

## Галерея

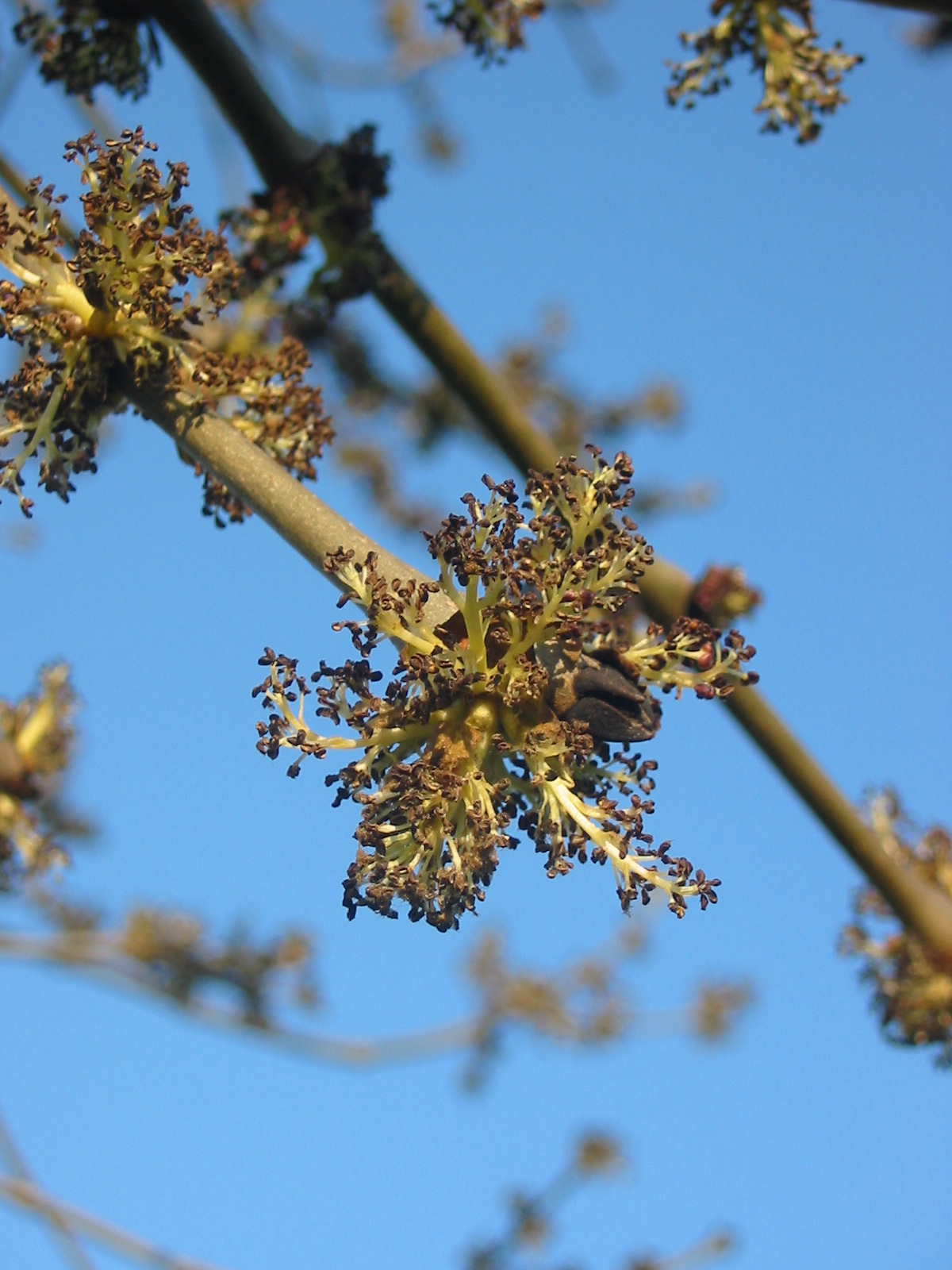
Квіти
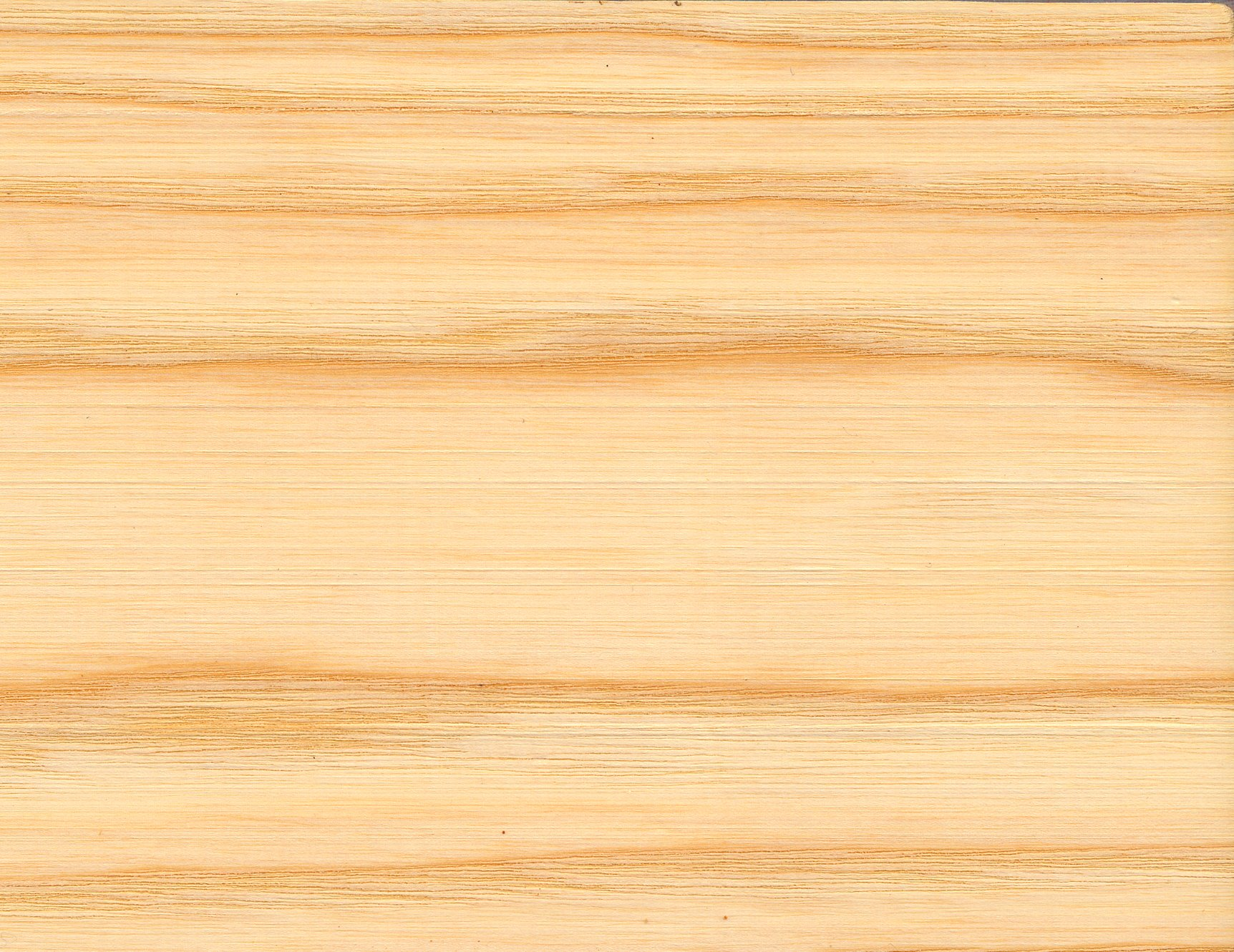
Фактура деревини
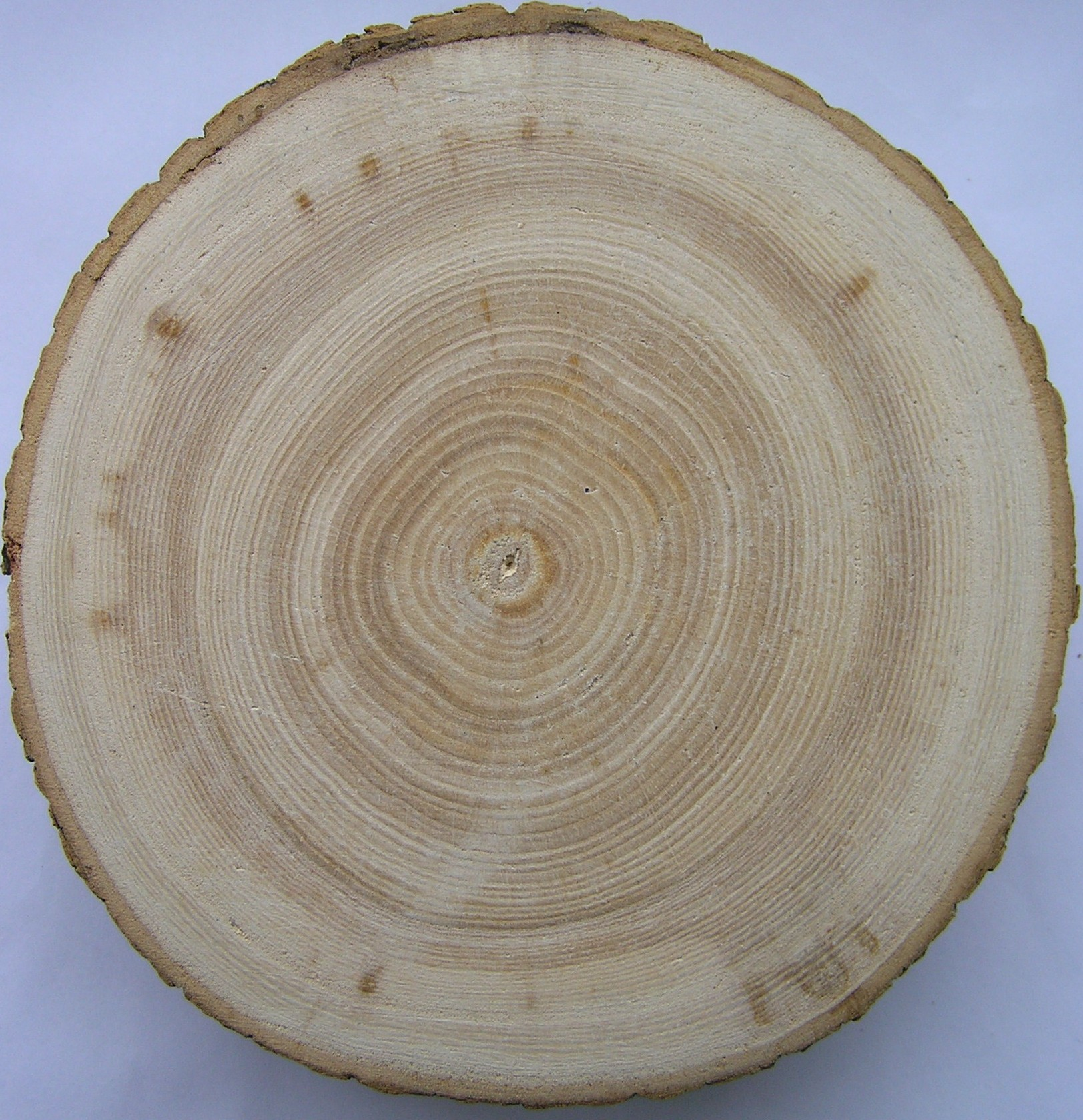
Поперечний переріз стовбура
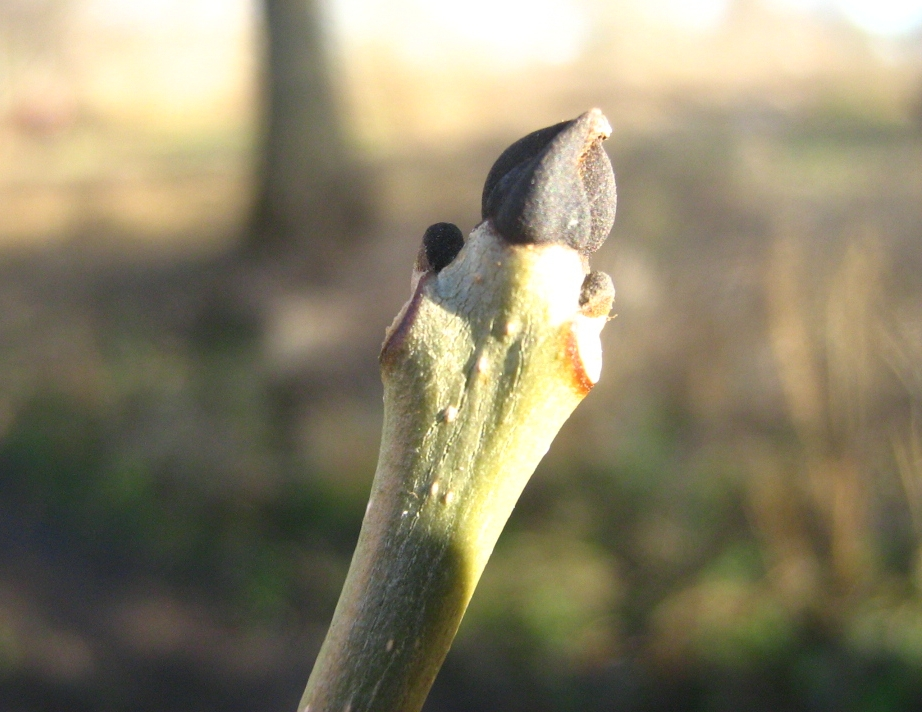
Бруньки
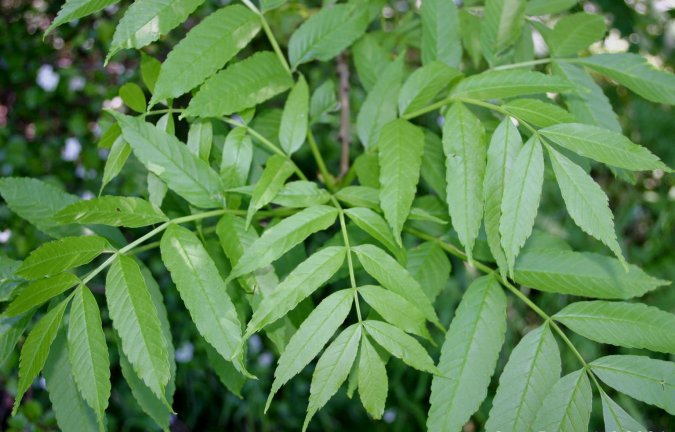
Листя
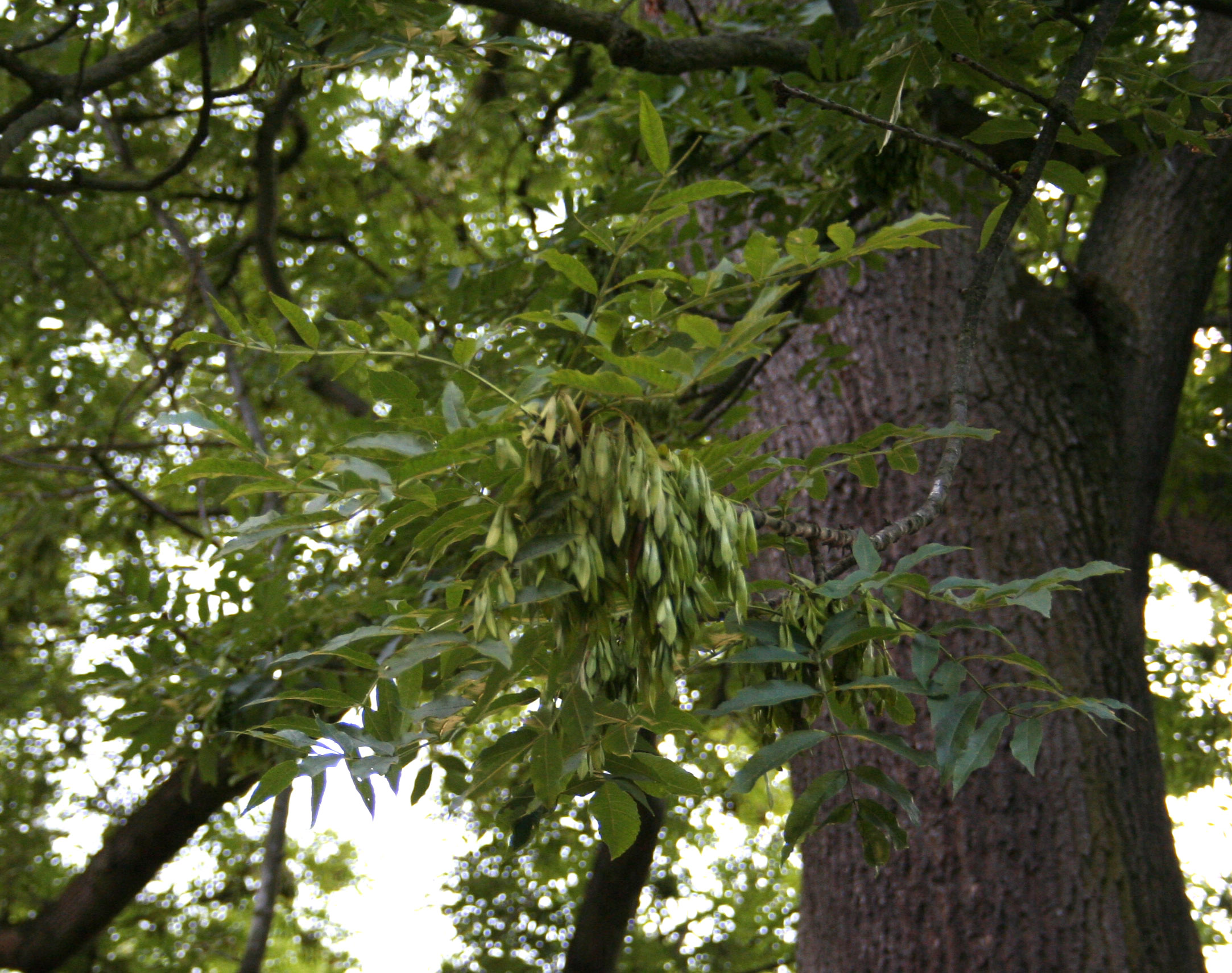
Доросле дерево з насінням-крилаткою